# المستشفى العسكري بدمياط الجديدة
المستشفى العسكري بدمياط الجديدة هو مستشفى عسكري مصري يتبع إدارة الخدمات الطبية للقوات المسلحة المصرية، يقع في بالمحور المركزي بمدينة دمياط الجديدة بمحافظة دمياط، على مساحة 10 فدان، أنشأ سنة 2015، واُفتتح رسميًا في 23 مايو 2017، بلغت الطاقة الاستيعابية للمستشفى سنة 2017 حوالي 200 سرير منهم 26 سرير عناية مركزة.
يتكون المستشفى من مبنى رئيسي بمساحة 20 ألف م²، يشمل دور أرضي بمساحة 10 ألاف م²، الدور الاول بمساحة 5600 م²، والدور الثاني بمساحة 3600 م²، وأيضًا مباني خدمات بمساحة 2900 م²، تشمل سكن الأطباء والتمريض بسعة 36 فرد، وسكن للظباط والجنود بسعة 198 فرد، ومكاتب إدارية للموظفين والعاملين.